# John Glenn Beall
John Glenn Beall, Jr. (ur. 19 czerwca 1927 w Cumberland, zm. 24 marca 2006 we Frostburgu) – amerykański polityk, członek Izby Reprezentantów Stanów Zjednoczonych i senator z ramienia Partii Republikańskiej.
Był synem Jamesa Glenna Bealla, senatora z Maryland. Służył w wojsku pod koniec II wojny światowej. W 1950 ukończył studia na Uniwersytecie Yale. Pracował w sektorze ubezpieczeniowym w firmie Beall, Garner & Geare, Inc.
W latach 1962–1969 zasiadał w stanowej Izbie Reprezentantów Maryland. Jesienią 1968 został wybrany z szóstego okręgu wyborczego w stanie Maryland do Izby Reprezentantów, gdzie zasiadał jedną kadencję. W 1970 zdobył mandat do Senatu Stanów Zjednoczonych, gdzie zasiadał od 1971 do 1977. W 1976 przegrał walkę o reelekcję z demokratą Paulem Sarbanesem, a dwa lata później bez powodzenia ubiegał się o fotel gubernatora stanu Maryland (przegrał z Harrym Hughesem). Po tych porażkach politycznych powrócił do działalności ubezpieczeniowej. Działał także w społeczności lokalnej rodzinnego Cumberland.
Zmarł w wieku 78 lat po chorobie nowotworowej.